# Liste der Baudenkmäler in Kirchlauter
Auf dieser Seite sind die Baudenkmäler in der unterfränkischen Gemeinde Kirchlauter zusammengestellt. Diese Tabelle ist eine Teilliste der Liste der Baudenkmäler in Bayern. Grundlage ist die Bayerische Denkmalliste, die auf Basis des Bayerischen Denkmalschutzgesetzes vom 1. Oktober 1973 erstmals erstellt wurde und seither durch das Bayerische Landesamt für Denkmalpflege geführt wird. Die folgenden Angaben ersetzen nicht die rechtsverbindliche Auskunft der Denkmalschutzbehörde.
 Diese Liste gibt den Fortschreibungsstand vom 15. April 2020 wieder und enthält 20 Baudenkmäler.

## Baudenkmäler nach Gemeindeteilen

### Kirchlauter
| Lage                                       | Objekt                                                         | Beschreibung | Akten-Nr.              | Bild                                               |
| ------------------------------------------ | -------------------------------------------------------------- | --- | ---------------------- | -------------------------------------------------- |
| Hauptstraße 26 (Standort)                  | Wohnhaus                                                       | Zweigeschossiger und giebelständiger Krüppelwalmdachbau, Erdgeschoss Sichtmauerwerk mit Hausteingliederungen, Obergeschoss verputztes Fachwerk, 18. Jahrhundert                                                | D-6-74-160-4 Wikidata  | Wohnhaus                                           |
| Hauptstraße 26a (Standort)                 | Schloss Kirchlauter, Bankgebäude, ehemalige Remise und Scheune | Eingeschossiger und giebelständiger Steilsatteldachbau, 18. Jahrhundert | D-6-74-160-3 Wikidata  | BW                                                 |
| Hauptstraße 28; Hauptstraße 30 (Standort)  | Schloss Kirchlauter, Wohnstallhaus                             | Eingeschossiger und traufständiger Satteldachbau mit Fachwerkgiebeln, 18. Jahrhundert | D-6-74-160-3 Wikidata  | Schloss Kirchlauter, Wohnstallhaus                 |
| Hauptstraße 30; Hauptstraße 32a (Standort) | Schloss Kirchlauter, ehemaliger Schüttboden                    | Zweigeschossiger Walmdachbau mit Hausteingliederungen und angeschlossenem Wohnhaus, Ehewappen Guttenstein-Horneck, 1720                                                                                        | D-6-74-160-3 Wikidata  | Schloss Kirchlauter, ehemaliger Schüttboden        |
| Hauptstraße 32 (Standort)                  | Schloss Kirchlauter, Wohnhaus                                  | Ehemaliger Verwaltungsbau und Altes Schloss, gestelzer zweigeschossiger Walmdachbau mit seitlichem Treppenaufgang und Obergeschoss mit Zierfachwerk, 16.–17. Jahrhundert                                       | D-6-74-160-3 Wikidata  | Schloss Kirchlauter, Wohnhaus                      |
| Hauptstraße 34 (Standort)                  | Schloss Kirchlauter, Wasserschloss, Corps-de-logis             | Zweiflügeliger und dreigeschossiger Satteldachbau mit Ziergiebeln und Hausteingliederungen, 1689 von H. Zimmer erbaut; mit Ausstattung                                                                         | D-6-74-160-3 Wikidata  | weitere Bilder                                     |
| Hauptstraße 34 (Standort)                  | Schloss Kirchlauter, darum gemauerter Wassergraben             | Mit umlaufender Brüstung und dreijochiger Bogenbrücke mit Torpfeilern, Quadermauerwerk in Sandstein, 1761 | D-6-74-160-3 Wikidata  | Schloss Kirchlauter, darum gemauerter Wassergraben |
| Hauptstraße 34 (Standort)                  | Schloss Kirchlauter, Orangerie                                 | Eingeschossiger Walmdachbau mit Hausteingliederungen, um 1720 | D-6-74-160-3 Wikidata  | BW                                                 |
| Hauptstraße 34 (Standort)                  | Schloss Kirchlauter, Schlosspark                               | Teilweise in Stufen angelegter Lustgarten mit Gartenfiguren und Architekturen, Mauer aus Mischmauerwerk mit nördlichem Einfahrtstor, 18.–20. Jahrhundert                                                       | D-6-74-160-3 Wikidata  | BW                                                 |
| Hauptstraße 36 (Standort)                  | Schloss Kirchlauter, Torhäuschen                               | Eingeschossiger und traufständiger Krüppelwalmdachbau mit Fachwerkgiebel und Hausteingliederungen und Portal zum Schloss, rustizierter Rundbogen mit Marienfigur, 18. Jahrhundert                              | D-6-74-160-3 Wikidata  | Schloss Kirchlauter, Torhäuschen                   |
| Hauptstraße 38 (Standort)                  | Schloss Kirchlauter, Wohnhaus                                  | Zweigeschossiger Walmdachbau mit profilierten Fensterrahmen und Hausteingliederungen, 1. Hälfte 18. Jahrhundert                                                                                                | D-6-74-160-3 Wikidata  | Schloss Kirchlauter, Wohnhaus                      |
| Hauptstraße 35 (Standort)                  | Gasthof                                                        | Gestelztes eingeschossiges und giebelständiges Halbwalmdachhaus mit Zierfachwerkgiebel, Mitte 18. Jahrhundert; renoviert 1811                                                                                  | D-6-74-160-14 Wikidata | weitere Bilder                                     |
| Hauptstraße 41 (Standort)                  | Pfarrhaus                                                      | Zweigeschossiger Mansardwalmdachbau mit Hausteingliederungen, spätbarock, 1743 | D-6-74-160-5 Wikidata  | weitere Bilder                                     |
| In Kirchlauter (Standort)                  | Wegkreuz und Beweinung                                         | Auf gebauchtem Inschriftsockel mit Rocaille-Kartusche, Sandstein, Rokoko, drittes Viertel 18. Jahrhundert | D-6-74-160-6 Wikidata  | Wegkreuz und Beweinung                             |
| Kirchenstraße 11 (Standort)                | Katholische Pfarrkirche Mariä Himmelfahrt                      | Saalbau mit eingezogenem Chor, Fassadenturm mit Zwiebelhaube, Hausteingliederungen in Sandstein, spätbarock 1752/56, östlich anschließend Unterbau des ehemaligen Chorturmes, 14. Jahrhundert; mit Ausstattung | D-6-74-160-2 Wikidata  | weitere Bilder                                     |

### Goggelgereuth
| Lage                        | Objekt              | Beschreibung | Akten-Nr.             | Bild           |
| --------------------------- | ------------------- | --- | --------------------- | -------------- |
| Goggelgereuth 4 (Standort)  | Katholische Kapelle | Saalbau mit Walmdach, Dachreiter mit Glockendach, Quaderwerk mit Hausteingliederungen, 1. Drittel 20. Jahrhundert | D-6-74-160-7 Wikidata | weitere Bilder |
| Goggelgereuth 10 (Standort) | Bildstock           | Schaft auf Inschriftsockel, Aufsatz mit gusseisernem Relief der Hl. Familie, 19. Jahrhundert                      | D-6-74-160-8 Wikidata | Bildstock      |

### Neubrunn
| Lage                                                                    | Objekt                                                                | Beschreibung | Akten-Nr.              | Bild                                 |
| ----------------------------------------------------------------------- | --------------------------------------------------------------------- | --- | ---------------------- | ------------------------------------ |
| Hauptstraße 20 (Standort)                                               | Bauernhaus                                                            | Zweigeschossiges und giebelständiges Halbwalmdachhaus mit Fachwerkobergeschoss, Erdgeschoss mit Hausteingliederungen, 18. Jahrhundert | D-6-74-160-15 Wikidata | weitere Bilder                       |
| Kirchenring 8 (Standort)                                                | Katholische Filialkirche St. Andreas, St. Katharina und St. Sebastian | Saalbau mit eingezogenem Chor und Einturmfassade, Hausteingliederungen und Figuren aus Sandstein, spätbarock, 1778; mit Ausstattung   | D-6-74-160-9 Wikidata  | weitere Bilder                       |
| Lautererberg, an der ehemaligen Verbindungsstraße nach Ebern (Standort) | Bildstock                                                             | Reliefierter Schaft auf Balustersockel, reicher Aufsatz mit Kreuzigung und Marienkrönung, Sandstein, Rokoko, bezeichnet „1778“        | D-6-74-160-17 Wikidata | Bildstock                            |
| Lautererberg (Standort)                                                 | Kreuzschlepper                                                        | Auf bewegter Konsole, nicht zugehöriger Schaft über Mensa, Sandstein, spätbarock, spätes 18. Jahrhundert                              | D-6-74-160-19 Wikidata | Kreuzschlepper                       |
| Pettstadter Straße 1 (Standort)                                         | Trauernde Maria von einer Kreuzigung                                  | Zweite Hälfte 15. Jahrhundert, mit Resten alter Fassung                                                                               | D-6-74-160-16 Wikidata | Trauernde Maria von einer Kreuzigung |

### Paßmühle rechts des Baches
| Lage       | Objekt    | Beschreibung | Akten-Nr.             | Bild      |
| ---------- | --------- | --- | --------------------- | --------- |
| (Standort) | Bildstock | Relieferierter Säulenschaft, Aufsatz mit Kreuzigung und Beweinung, bezeichnet Hans Jörg Neuheuser und Kunigunda Neuheuserin, spätbarock, Sandstein, 1725 | D-6-74-160-1 Wikidata | Bildstock |

### Pettstadt
| Lage                                                                                | Objekt                            | Beschreibung | Akten-Nr.              | Bild           |
| ----------------------------------------------------------------------------------- | --------------------------------- | --- | ---------------------- | -------------- |
| Hohler Stein, Gemarkungsgrenze am Weg von Pettstadt zum Stachel (Standort)          | Grenzstein                        | (Nr. 180), Sandstein, bezeichnet „1586“                                                                                         | D-6-74-160-18 Wikidata | Grenzstein     |
| Kirchlauterer Berg, außerhalb des Ortes in Richtung Kirchlauter, am Hang (Standort) | Wegkreuz                          | Dreinageltypus auf Inschriftsockel, neuklassizistisch, bezeichnet „1921“                                                        | D-6-74-160-13 Wikidata | weitere Bilder |
| Knock (Standort)                                                                    | Friedhof                          | Mit Grabdenkmälern, historistisch und Jugendstil, Sandstein, spätes 19. und frühes 20. Jahrhundert                              | D-6-74-160-12 Wikidata | weitere Bilder |
| Knock (Standort)                                                                    | Friedhofskreuz als Kriegerdenkmal | Dreinageltypus auf Inschriftsockel, um 1920                                                                                     | D-6-74-160-12 Wikidata | weitere Bilder |
| Pettstadt 3 (Standort)                                                              | Gasthof Andres                    | Ehemalige Brauerei, zweigeschossiges Mansardwalmdachhaus, nach Osten mit Fachwerkobergeschoss, Fassadenknick, bezeichnet „1757“ | D-6-74-160-10 Wikidata | weitere Bilder |
| Pettstadt 3 (Standort)                                                              | Nebengebäude                      | Zweigeschossiges Krüppelwalmdachhaus mit Fachwerkobergeschoss, bezeichnet „1789“                                                | D-6-74-160-10 Wikidata | Nebengebäude   |
| Pettstadt 7 (Standort)                                                              | Wohnhaus                          | Aufgesockeltes eingeschossiges Wohnstallhaus mit Satteldach, Wohnteil mit Zierfachwerk, 17. Jahrhundert                         | D-6-74-160-11 Wikidata | Wohnhaus       |
| Pettstadt 7 (Standort)                                                              | Scheune                           | Fachwerkbau mit Satteldach, teilweise verputzt, 17. Jahrhundert                                                                 | D-6-74-160-11 Wikidata | Scheune        |